# 宝盖草
宝盖草（学名：Lamium amplexicaule）为唇形科野芝麻属下的一个种。

## 扩展阅读
- 維基物種上的相關：宝盖草